# Echinobunus
Echinobunus is een geslacht van hooiwagens uit de familie Sclerosomatidae.
De wetenschappelijke naam Echinobunus is voor het eerst geldig gepubliceerd door Roewer in 1912. 

## Soorten
Echinobunus is monotypisch en omvat slechts de volgende soort:
- Echinobunus elegans